# Xunqueira de Ambía
Xunqueira de Ambía és un municipi de la província d'Ourense a Galícia. Pertany a la Comarca de Allariz-Maceda. Limita amb els municipis de Baños de Molgas, Vilar de Barrio, Sarreaus, Sandiás, Allariz i Paderne de Allariz.
| 4.208 | 4.369 | 4.981 | 3.031 | 1.934 |
| Fonts: INE i IGE (Els criteris de registre censal variaren i les dades de l'INE i de l'IGE poden no coincidir.) |       |       |       |       |

## Parròquies
- A Abeleda (San Vicente)
- Armariz (San Salvador)
- Bobadela a Pinta (Santa Mariña)
- A Graña (Santiago)
- Sobradelo (San Román)
- Xunqueira de Ambía (Santa María a Real)

## Història
S'han trobat restes d'assentaments humans del període megalític. De la cultura dels Castros destaquen els Castros de Cerdeira i A Medorra. Existeix un miliari que determina que una calçada romana passava per la zona. Diu la tradició que en el segle iv es va aparèixer la Verge en una jonquera (d'aquí prové el nom de la població) pel que en aquest lloc es va aixecar una ermita. Entre els segles VIII a X s'erigeix un monestir sota la advocación de Santa María, i és en 1164 quan se sap amb certesa que es construïx l'Església romànica. És en aquesta època, sota l'Orde de Sant Agustí quan arriba a la seva major esplendor, arribant a pertànyer al monestir fins a 56 pobles. L'Església del Monestir de Santa Maria, que té en les seves traces des d'elements romànics a barrocs, té planta de creu llatina de tres naus i tres absis